# Jaap Luttge
Jacob Martinus (Jaap) Luttge (Amsterdam, 24 mei 1904 – Loosdrecht, 5 juli 1989) was een Nederlands graficus, schilder, tekenaar en boekbandontwerper. Hij was een leerling van Jan Bronner, Klaas van Leeuwen en Richard Roland Holst. Op zijn beurt was hij leraar van Jan Battermann, Joop van den Broek, Jan Mensinga, Nijnke Jelles-Schepers en Jo Konijnenberg-de Groot.
Luttge was gehuwd met Ans Deetman.
- Biografisch Portaal: 34675498
- International Standard Name Identifier: 0000 0003 9015 4021
- Nederlandse Thesaurus van Auteursnamen: 070884293
- RKD-Nederlands Instituut voor Kunstgeschiedenis: 51426
- Virtual International Authority File: 283697359
- WorldCat: E39PBJtGWkd4D4FdBwXq9PW7HC